# 異文化経営学会
異文化経営学会（いぶんかけいえいがっかい、英文名 Transcultural Management Society、 略称 TMS）は、様々な国籍や言語や文化的背景の人々が織り成す「異文化経営」の事例研究を系統的に行い、得られた知識や知恵を、後世に継承する学会。

## 事業
- 研究会・講演会の開催、定期刊行物・報告書・図書の出版・刊行、日本国内および外国の研究者との相互交流など[1]

## 5周年記念出版物
- 馬越恵美子[2]、桑名義晴[3]、異文化経営学会 『異文化経営の世界 - その理論と実践』 白桃書房 2010年[4]